# Паланґаб
Паланґаб (перс. پلنگاب) — село в Ірані, у дегестані Джаверсіян, у бахші Каре-Чай, шагрестані Хондаб остану Марказі. За даними перепису 2006 року, його населення становило 29 осіб, що проживали у складі 6 сімей.

## Клімат
Середня річна температура становить 9,63°C, середня максимальна – 27,67°C, а середня мінімальна – -11,43°C. Середня річна кількість опадів – 268 мм.
| Клімат поселення                              | Клімат поселення | Клімат поселення | Клімат поселення | Клімат поселення | Клімат поселення | Клімат поселення | Клімат поселення | Клімат поселення | Клімат поселення | Клімат поселення | Клімат поселення | Клімат поселення | Клімат поселення |
| Показник                                      | Січ.             | Лют.             | Бер.             | Квіт.            | Трав.            | Черв.            | Лип.             | Серп.            | Вер.             | Жовт.            | Лист.            | Груд.            |                  |
| Середній максимум, °C                         | 4,06             | 5,52             | 9,13             | 16,04            | 21,27            | 26,33            | 27,67            | 27,57            | 22,91            | 16,76            | 10,33            | 4,90             |                  |
| Середня температура, °C                       | −3,68            | −2,21            | 1,38             | 8,28             | 13,53            | 18,59            | 22,59            | 22,49            | 17,84            | 11,68            | 5,25             | −0,17            |                  |
| Середній мінімум, °C                          | −11,43           | −9,96            | −6,36            | 0,54             | 5,78             | 10,86            | 17,51            | 17,41            | 12,74            | 6,62             | 0,17             | −5,25            |                  |
| Норма опадів, мм                              | 38               | 36               | 49               | 38               | 36               | 6                | 1                | 1                | 0                | 7                | 23               | 33               |                  |
| Середньомісячна швидкість вітру, м/с          | 1.62             | 2.20             | 2.67             | 2.66             | 2.52             | 2.14             | 2.05             | 2.01             | 1.95             | 1.87             | 1.58             | 1.63             |                  |
| Середньомісячна сонячна радіація, кДж/м²·день | 9116             | 12018            | 14831            | 18291            | 22135            | 27060            | 26094            | 24090            | 21213            | 15692            | 10946            | 8923             |                  |
| --------------------------------------------- | ---------------- | ---------------- | ---------------- | ---------------- | ---------------- | ---------------- | ---------------- | ---------------- | ---------------- | ---------------- | ---------------- | ---------------- | ---------------- |
| Джерело:                                      |                  |                  |                  |                  |                  |                  |                  |                  |                  |                  |                  |                  |                  |